# イツィアル・イトゥーニョ
イツィアル・イトゥーニョ（Itziar Ituño、1974年6月18日 - ）は、スペイン・ビスカヤ県バサウリ出身の女優。テレビドラマシリーズ『ペーパー・ハウス』で知られている。バスク人。

## 経歴
1974年にバスク地方のビスカヤ県バサウリに生まれ、バサウリ演劇学校で演技を学ぶとともに、バスク大学で都市工学と政治社会学を学んで卒業した。
2015年にはバスク語映画『フラワーズ』に主演し、同作品がアカデミー外国語映画賞スペイン代表作品に選出されたことで注目を浴びた。2017年にはアンテナ3のテレビドラマシリーズ『ペーパー・ハウス』に出演し、この作品はNetflixで国外でも放送されて大ヒットを記録した。

## フィルモグラフィー

### 映画
- 2014年 『フラワーズ』
- 2019年 『ツイン・マーダーズ: 白き街の静寂』

### テレビ
- 2017年- 『ペーパー・ハウス』